# Krhanice
Krhanice település Csehországban, a Benešovi járásban. Krhanice Kamenice, Pohoří, Lešany, Týnec nad Sázavou és Kamenný Přívoz településekkel határos. Lakosainak száma 1113 fő (2024. január 1.).

## Népesség
A település lakosságának változását az alábbi diagram mutatja:
| Lakosok száma | 419  | 660  | 661  | 905  | 857  | 918  | 959  | 1039 | 1031 | 1113 |
|               | 1869 | 1900 | 1921 | 1961 | 1980 | 2011 | 2016 | 2019 | 2021 | 2024 |